# Лінда Індерґанд
Лінда Індерґанд (нім. Linda Indergand, нар. 13 липня 1993) — швейцарська велогонщиця, бронзова призерка Олімпійських ігор 2020 року.

## Виступи на Олімпіадах
| Олімпіада           | Дисципліна  | Місце |
| ------------------- | ----------- | ----- |
| Ріо-де-Жанейро 2016 | маунтінбайк | 8     |
| Токіо 2020          | маунтінбайк | 2     |

## Зовнішні посилання
- Лінда Індерґанд — олімпійська статистика на сайті Sports-Reference.com (англ.) (архівна версія)
- Лінда Індерґанд [Архівовано 17 липня 2021 у Wayback Machine.] на ProCyclingStats

1. ↑  https://www.olympedia.org/athletes/131735
2. ↑  http://www.cyclingarchives.com/coureurfiche.php?coureurid=73417